# Смирнов, Сергей Иванович (художник, 1953)
Серге́й Ива́нович Смирно́в (12 апреля 1953 — 8 ноября 2006) — советский и российский художник.
Стиль живописи Сергея Смирнова является кульминацией трех основных влияний: традиционной русской иконы, стиля русского портрета XVII века, известного как «парсуна», и стиля живописи Амадео Модильяни.

## Биография
Сергей Иванович Смирнов родился 12 апреля 1953 года в Петропавловске-Камчатском в семье военнослужащего. В 1984 году окончил Московское государственное академическое художественное училище памяти 1905 года. Занимался преподаванием живописи и реставрацией старинных церковных икон и храмовых фресок. С 1988 года член Творческого союза художников России.
С 1991 года возглавил редакцию отдела Внешторгрекламы при правительстве РФ. В должности главного редактора Внешторгрекламы занимался разработкой и дизайном логотипов для российских компаний. C 1994 года полностью посвятил себя живописи, участвуя в персональных и групповых выставках.
В 1996 году прошла персональная выставка Сергея Ивановича Смирнова в Орлеан Хаус в Лондоне. В 1997 году состоялась персональная выставка в московском Манеже. С 2001 года работы Смирнова выставлялись в частных галереях США и Европы. С работ Смирнова печатались жикле в ограниченных сериях.
Умер от сердечного приступа 8 ноября 2006 года в Сосалито, Калифорния, не дожив трех дней до своей персональной выставки в городе Ла-Хойе.

## Галерея

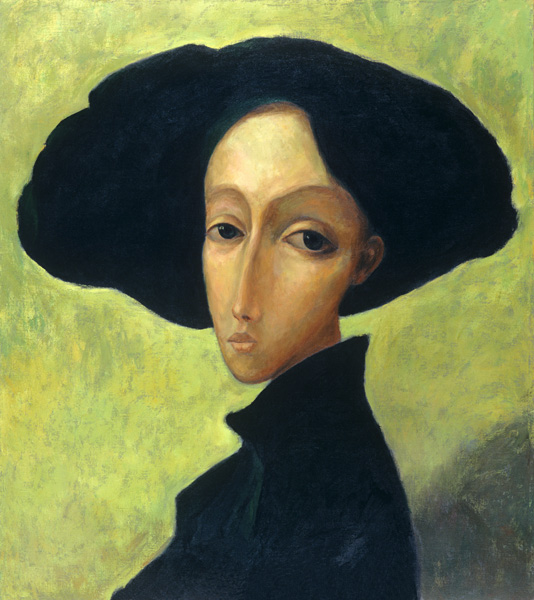
Лик. 1996
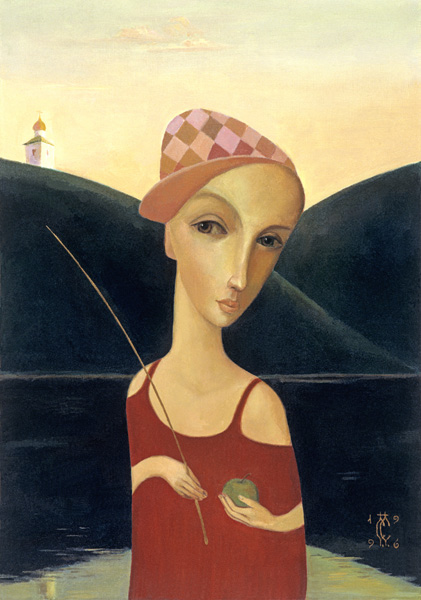
Рыбачок. 1996
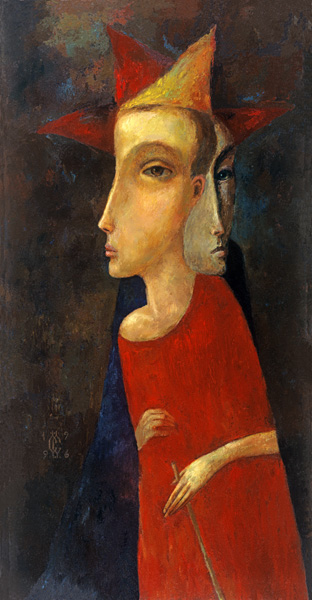
Пилигримы. 1996
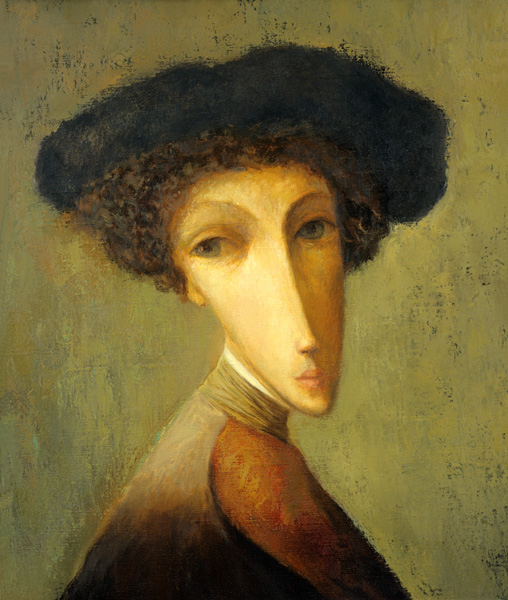
Посланник. 2001
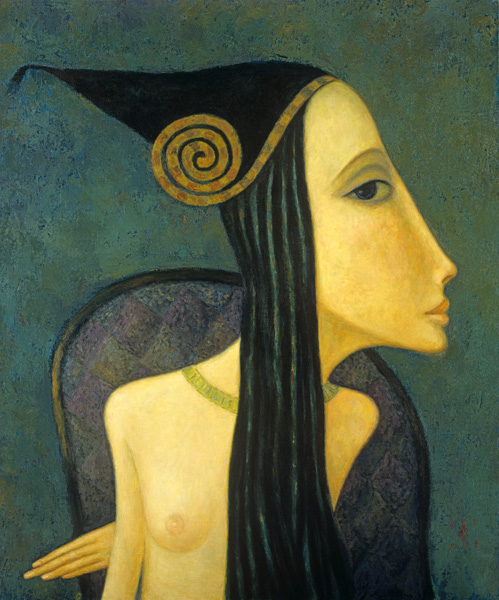
Вавилонские игры. 2002
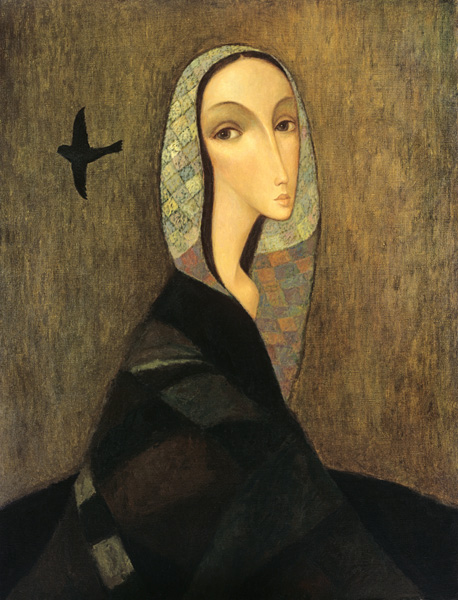
Жаворонок. 2002
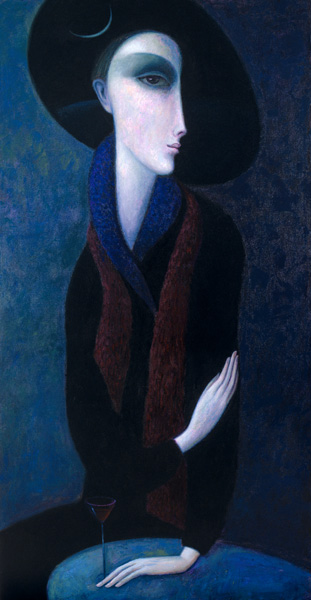
Ночной гость. 2005
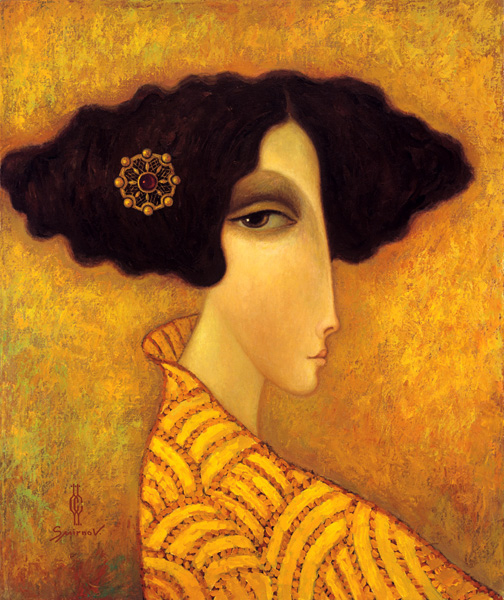
Аметист. 2005
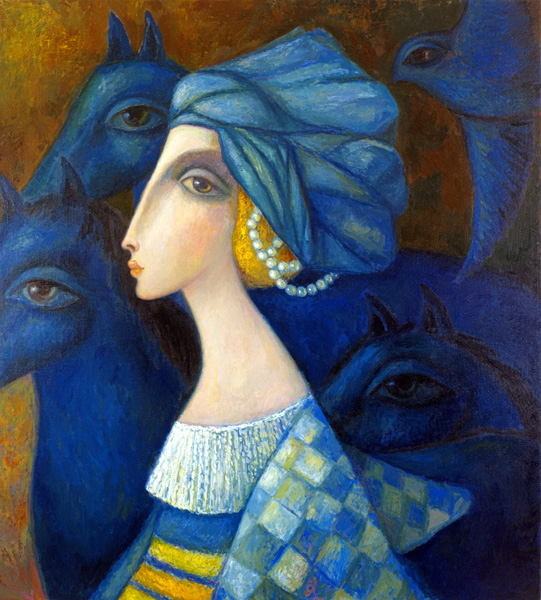
Процессия. 2006
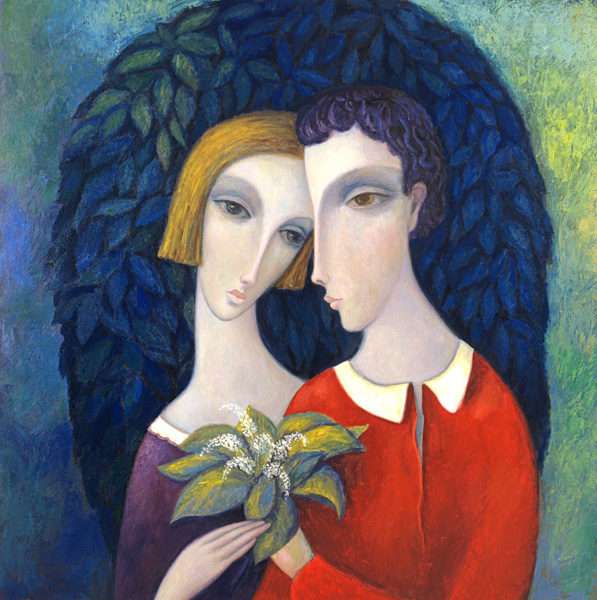
Посвящение Шагалу. 2006